# Ракунові (родина)
Ракунові або Єно́тові (Procyonidae) — родина ссавців ряду хижих.
У XIX ст. ракунів розглядали як близько групу до генет (Genetta) зокрема і родини віверових загалом. З середини XX ст. ракунів розглядають як окрему родину від типових (африканських) єнотів: «американських єнотів» тепер позначають як родину Procyonidae (ракунові), африканських — як Viverridae (віверові).
До цієї родини звичайно відносять 7 родів і близько 18 видів, більшість з яких живуть в помірних і тропічних широтах Північної та Південної Америки. Їх можна знайти в найрізноманітніших місцях проживання: пустелі, північні ліси, вологі тропічні ліси і водно-болотні угіддя.

## Класифікація
Розрізняють дві підродини і 6 родів ракунових:
- підродина ракунові — Procyoninae (роди Procyon, Nasua, Nasuella, Bassariscus)
- підродина кінкажові — Potosinae (роди Potos, Bassaricyon)

Згідно зі своєю морфологією та генетикою, полоскунові вважаються близькими родичами до родин куницевих і ведмедевих. В усякому разі ракунові та ведмедеві ще порівняно недавно мали спільних предків.
Перші ракунові жили в еоцені Євразії, звідки потрапили до Америки через перешийок, який колись існував між ними (Берингія). У Старому Світі після цього вони вимерли, не витримавши конкуренції з віверовими, що зайняли аналогічні екологічні ніші.

## Еволюція
Скам'янілості ракунових, належні до роду Bassariscus, що містить сучасних B. astutus та B. sumichrasti, датуються епохою міоцену, приблизно 20 млн. років тому. Було припущено, що ранні ракунові були відгалуженням псових, які пристосувалися до більш всеїдної дієти. Нещодавня еволюція ракунових була зосереджена в Центральній Америці (де їх різноманітність найбільша);, вони мігрували в раніше ізольовану Південну Америку під час Великого міжамериканського обміну, який почався приблизно 7,3 млн років тому в пізньому міоцені, з появою Cyonasua. Деякі викопні ракунові, такі як Stromeriella, також були присутні в Старому Світі, перш ніж вимерти в пліоцені.
Генетичні дослідження показали, що кінкажу є сестринською групою всіх інших існуючих ракунових; вони відокремилися приблизно 22,6 млн років тому. Клади, Nasuella olivacea та Bassaricyon й Bassariscus astutus та Procyon lotor зазнали дивергенції приблизно 17,7 млн років тому. Дивергенція між Bassaricyon та Nasuina, за оцінками, відбулася приблизно 10,2 млн. років тому, приблизно в той самий час, коли Bassariscus astutus й Procyon lotor . Дивергенція між Nasuella olivacea і Nasua, ймовірно, відбулася 7,7 млн років тому.

## Морфологія
Це, як правило, малого і середнього розміру тварини, вагою від трохи менше 1 кг до понад 20 кг. Деякі види мають тонкі тіла, в той час як інші є кремезними. Всі вони мають середні або довгі хвости. Волосяний покрив сірий або коричневий, іноді з контрастними мітками на обличчі й світлими й темними кільцями навколо хвоста. Більшість видів мають відносно короткі, широкі лиця; і короткі, але стоячі вуха, які можуть бути закруглені або загострені. Передні й задні лапи мають 5 пальців. Ракунові — стопоходячі й часто ходять з ведмедеподібним човганням. Кігті короткі й зігнуті. У деяких видів вони можуть частково втягуватися. Хвіст у Potos чіпкий, а у Nasua — дуже мобільний і використовується для балансування під час лазіння.
Роструми відносно короткі (коротші, ніж у псових, довші, ніж у котових). Їх різці неспеціалізовані, ікла помірно довгі та яйцеподібні (не круглі) в поперечному перерізі. Моляри широкі. Зубна формула: 3/3, 1/1, 3–4/3–4, 2/2–3 = 36–42.

## Стиль життя
Це всеїдні тварини, які поживають рослинні й тваринні матеріали, в тому числі дрібних ссавців і птахів. Деякі види соціальні й живуть у сімейних групах або групах з кількох сімей, інші — поодинокі. Всі види деякою мірою деревні, часто шукають притулку на деревах, коли переслідуються хижаками. Більшість з них є нічними, й часто сплять у дуплах дерев протягом дня.

## Склад родини
- †Broilianinae
  - вимерлі роди Broiliana, Stromeriella

- підродина Potosinae
  - вимерлий рід Parapotos
  - рід кінкажу — Potos (1 вид)
  - рід олінго — Bassaricyon (4 види)
- підродина ракунові — Procyoninae
  - вимерлі роди Arctonasua, Bassaricyonoides, Chapalmalania, Cyonasua, Edaphocyon, Tetraprothomo, Parahyaenodon, Paranasua, Probassariscus, Protoprocyon

триба Procyonini
- - рід Ракун — Procyon (3 види)
  - рід Носуха — Nasua (3 види)

триба Bassariscini
- - рід Котофредка — Bassariscus (2 види)